# Os Ostras (álbum)
Os Ostras é o primeiro álbum da banda brasileira de "Surf Music" Os Ostras. Foi gravado em 1996 pela "Excelente Discos".
O álbum teve boa repercussão e rendeu ao grupo alguns prêmios como banda revelação do ano. O clipe da música "Uma, Duas ou Três (Punheta)" chegou a ficar entre os 20 mais pedidos da MTV Brasil.

## Faixas
| N.º            | Título                        | Compositor(es) | Duração |  |
| 1.             | "Aero Surf"                   |                | 1:31    |  |
| 2.             | "Uma, Duas ou Três (Punheta)" |                | 2:27    |  |
| 3.             | "O Homem Que Comia Sabonete"  |                | 2:14    |  |
| 4.             | "Parabéns Pra Você"           |                | 3:08    |  |
| 5.             | "Descendo a Serra"            |                | 3:17    |  |
| 6.             | "A Solução"                   |                | 2:20    |  |
| 7.             | "El Toro"                     |                | 2:43    |  |
| 8.             | "Banana"                      |                | 3:53    |  |
| 9.             | "A Série"                     |                | 3:43    |  |
| 10.            | "Hullah!"                     |                | 2:54    |  |
| 11.            | "Surf Barba"                  |                | 2:12    |  |
| 12.            | "Cai na Água José"            |                | 3:04    |  |
| 13.            | "Mandrake"                    |                | 4:27    |  |
| Duração total: | Duração total:                | Duração total: | 37:53   |  |

## Créditos Musicais
- Walter Jabá Jr. (vocal & guitarra solo);
- Marcio Garcia (baixo e vocal);
- Clayton Martin (bateria).

## Críticas
| Críticas profissionais | Críticas profissionais |
| Avaliações da crítica  | Avaliações da crítica  |
| Fonte                  | Avaliação              |
| ---------------------- | ---------------------- |
| Jornal do Brasil       | [ 5 ]                  |

O Jornal do Brasil, apesar de ter dado uma nota 2 de 5, afirmou que o álbum possui "instrumentais despretensiosos e muito dançantes", que "o resultado final funciona, e pode animar deliciosas festinhas na praia", mas teceu críticas as faixas com vocais, que "são inferiores".

## Prêmios e Indicações
| Ano  | Prêmio | Trabalho                      | Indicação                                         | Resultado | Ref.  |
| ---- | ------ | ----------------------------- | ------------------------------------------------- | --------- | ----- |
| 1997 | VMB 97 | "Uma, Duas ou Três (Punheta)" | "Melhor Videoclipe do Ano (Escolha da Audiência)" | Indicado  | [ 6 ] |
| 1997 | VMB 97 | "Cai na Água José"            | "Melhor Videoclipe de Banda/Artista Revelação"    | Indicado  | [ 6 ] |